# The ArQuives
The ArQuives: Canada's LGBTQ2+ Archives, anteriormente conhecido como Canadian Lesbian and Gay Archives, é uma organização canadense sem fins lucrativos, fundada em 1973 como Canadian Gay Liberation Movement Archives. O ArQuives adquire, preserva e fornece acesso público a materiais e informações de e sobre comunidades lésbicas, gays, bissexuais, transgéneros, queer e de dois espíritos, principalmente no Canadá.

## História
O ArQuives foi criado em 1973 pelo coletivo editorial de The Body Politic (também conhecido como Pink Triangle Press). Estabelecida como Arquivos do Movimento Canadense de Libertação Gay (Canadian Lesbian and Gay Archives), a organização mudou seu nome para Arquivos Gays Canadenses (Canadian Gay Archives) em 1975. O Arquivo Gay Canadense foi constituído em 1980 e recebeu status de instituição de caridade em 1981. A CGA formou um Conselho de Administração em 1992; e adotou o nome Arquivos Lésbicos e Gays Canadenses em 1993.
Começando como uma coleção de referência de um armário co-alojada com a Pink Triangle Press, a ArQuives mudou-se para um local independente na Temperance Street, no centro de Toronto, em 1992.
Em novembro de 2005, os ArQuives se mudaram para um local temporário na 65 Wellesley Street, na Church and Wellesley Gay Village da cidade, lançaram uma campanha de arrecadação de fundos e começaram a busca por uma sede permanente na mesma área. A histórica casa de Jared Sessions foi construída em 1860 e estava localizada na 34 Isabella Street. O prédio foi vendido para a ArQuives por US$ 1 pela Children's Aid Society of Toronto (CAS) depois que a CAS começou a construção de um prédio maior e mais novo ao lado. A venda da casa de Jared Sessions foi facilitada pelo vereador da cidade de Toronto, Kyle Rae. Após grandes reformas no edifício, o The ArQuives reabriu em setembro de 2009. Em dezembro de 2016, o Arquivo recebeu uma doação de US$ 50.000 do Conselho Municipal de Toronto para melhorar a acessibilidade do edifício para pessoas com deficiência.
Hoje, o ArQuives conta com uma sala de leitura e biblioteca de livros raros, sala de arquivo vertical, escritórios, sala de áudio e vídeo e espaço de galeria para exposições. Existem participações adicionais em 65 Wellesley e em armazenamento profundo.
Na sua assembleia geral anual de maio de 2018, após um processo de consulta de um ano, a organização mudou o seu nome para ArQuives: Canada's LGBTQ2+ Archives.

## Coleções
O ArQuives foi criado para "preservar, organizar e dar acesso público a informações e materiais em qualquer meio, por e sobre pessoas LGBTQ2+, produzidos principalmente no Canadá ou relacionados a ele". As coleções da ArQuives não se limitam ao material impresso tradicional, mas contêm muitas coleções diversas.

## Artefatos

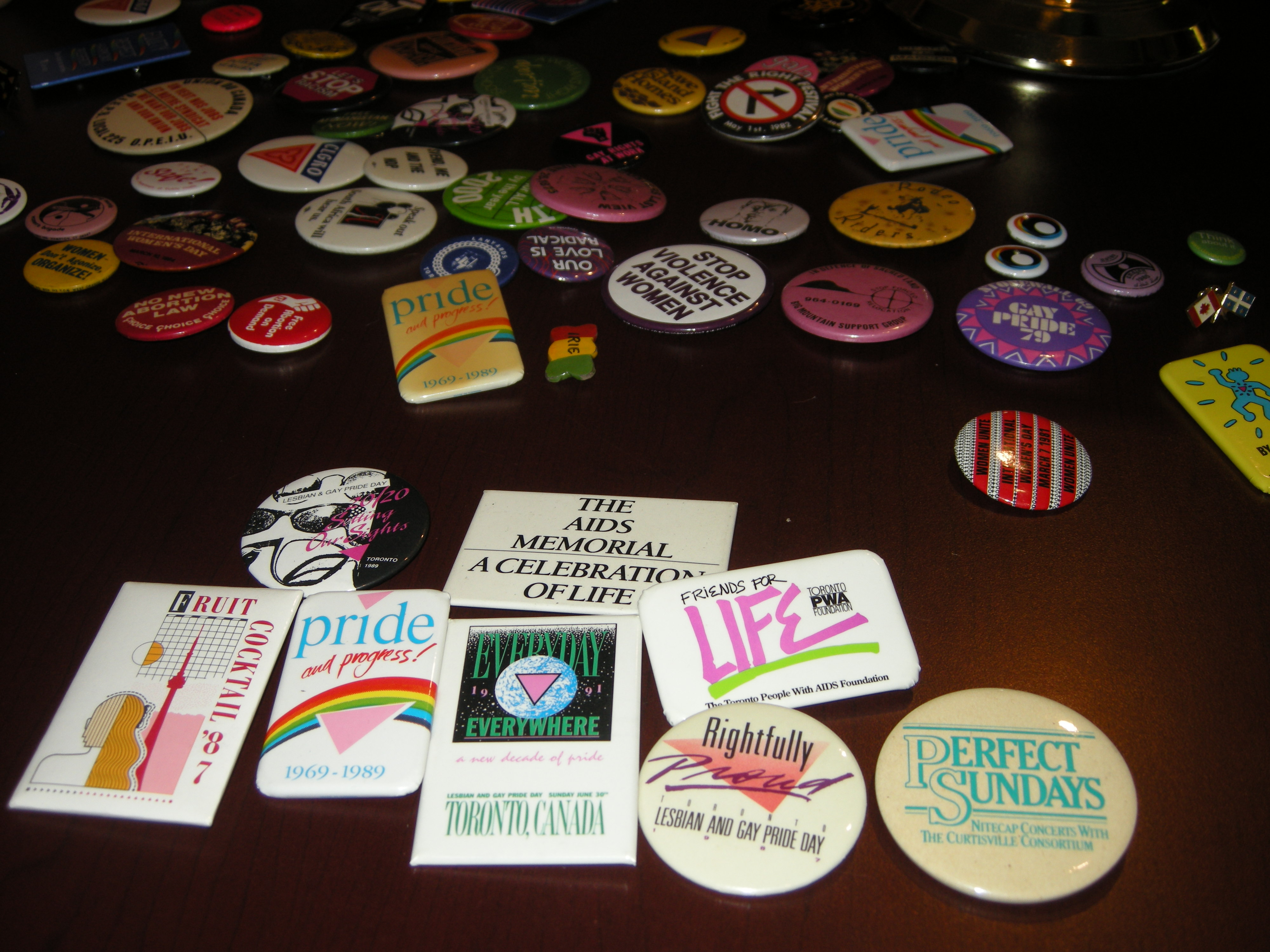
Amostra de bótons da coleção do ArQuives.

Além do material impresso tradicional (mais de 3000 livros, diários, livretos, folhetos, programas, fanzines, recortes de imprensa, etc.), o ArQuives coleta artefatos que normalmente seriam considerados objetos de museu para capturar momentos específicos na história da comunidade lésbica e gay. Esses artefatos incluem:
- Faixas e bandeiras
- Bótons e pins
- Artigos de couro
- Caixas de fósforos
- Camisetas
- Troféus
- Uniformes

## Obra de arte
O ArQuives adquiriu mais de 500 obras de arte originais da comunidade LGBT. São principalmente obras de papel ou tela, e a ênfase é histórica. Exemplos incluem:
- Trajes, desenhos e fotografias de Ronald McRae
- Pinturas de JAC, o coletivo de artistas John Grube, Alex Liros e Clarence Barnes
- Obras expostas pela Gallery Without Walls
- Submissões para o Memorial da AIDS de Toronto (Toronto's AIDS Memorial)

## Gravações de áudio
Contendo mais de 2.000 horas de som em fitas e mais de 1.300 discos, o ArQuives abriga LPs, discos de gramofone, cassetes e CDs. Grande parte deste material são gravações vocais ou instrumentais de artistas lésbicas e gays, mas também há uma biblioteca significativa de entrevistas gravadas e programas de rádio. O ArQuives também tem mais de 150 histórias orais em suas coleções, incluindo o Foolscap Gay Oral History Project (mais de 125 entrevistas com homens gays, conduzidas na década de 1980, sobre a vida gay em Toronto antes de Stonewall); o projeto Lesbians Making History (aproximadamente oito entrevistas com lésbicas, conduzidas na década de 1980, sobre a vida lésbica em Toronto nas décadas anteriores a 1985); e o projeto de história oral Trans Health Care Activism in Ontario (oito entrevistas sobre ativismo do final da década de 1990 até 2008).

## Imagens em movimento

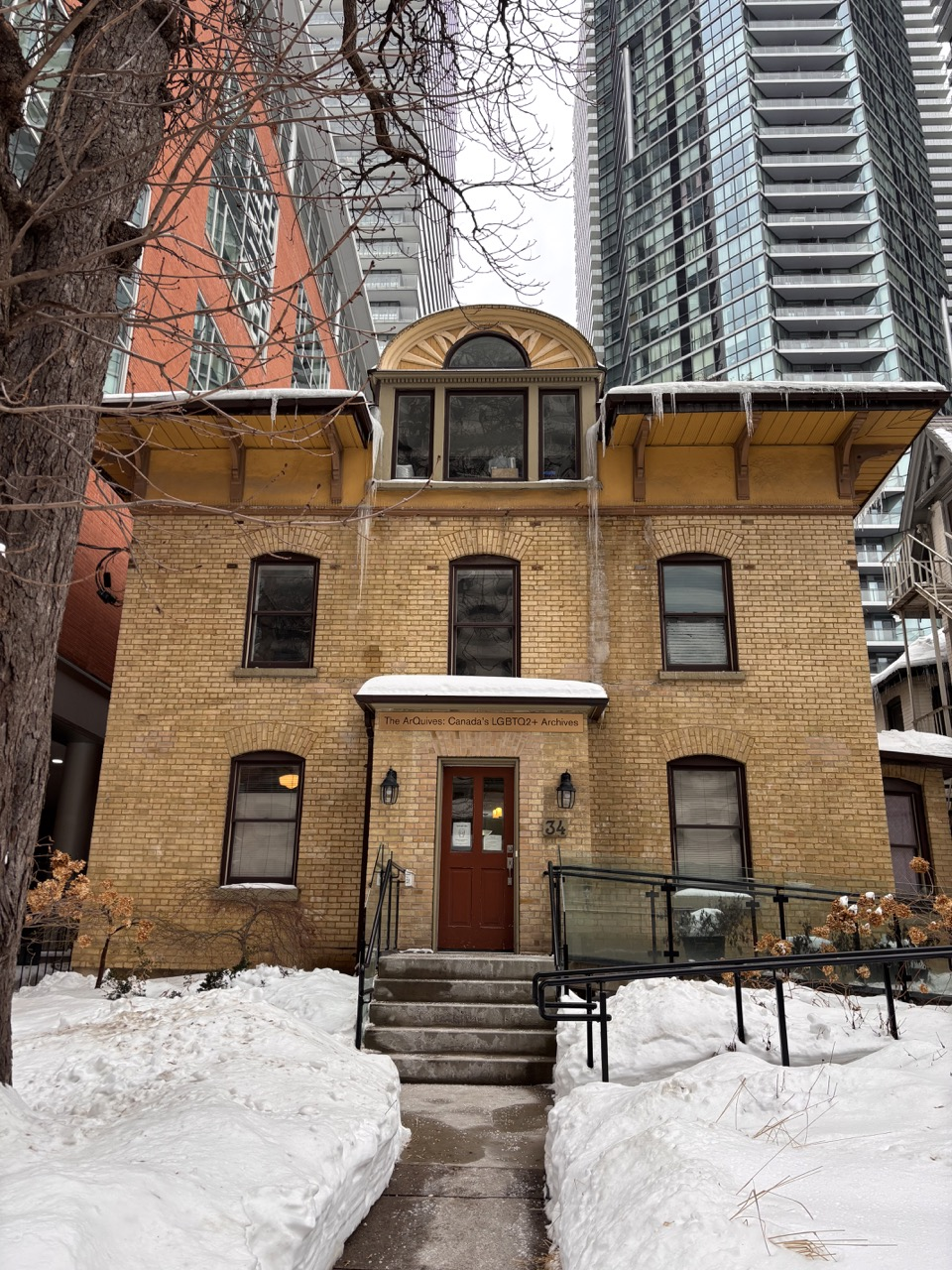
Vista externa do The ArQuives.

O acervo de imagens em movimento da coleção inclui mais de 2.200 itens, em filmes de 8 mm e 16 mm, nos formatos Betamax, VHS e DVD. Embora existam longas-metragens, documentários e obras eróticas alojadas nos Arquivos, também existem vídeos gravados em eventos da comunidade lésbica e gay. Devido à sua extensa coleção de vídeos e filmes, os Arquivos são frequentemente usados para fornecer material de origem para projetos de filmes canadenses, como Forbidden Love.

## National Portrait Collection
Fundada em 1998, a National Portrait Collection homenageia indivíduos que contribuíram para o crescimento e desenvolvimento da comunidade LGBT no Canadá. Atualmente, a coleção contém 75 retratos em vários meios, incluindo fotografia, aquarela e óleo.
Em 2016, as pessoas retratadas na coleção de retratos incluem Elmer Bagares, Chris Bearchell, Rick Bébout, Anne Bishop, Persimmon Blackbridge, Nicole Brossard, Alec Butler, Bernard Courte, Harold Desmarais, CM Donald, Michelle Douglas, John Duggan, Sara Ellen Dunlop, Jim Egan, Gloria Eshkibok, Lynne Fernie, John Fisher, Janine Fuller, Richard Fung, Sky Gilbert, Amy Gottlieb, John Greyson, Brent Hawkes, Gens Hellquist, Tomson Highway, Charlie Hill, George Hislop, Richard Hudler, David Kelley, El-Farouk Khaki, Robert Laliberté, k. d. lang, Denis Leblanc, John Alan Lee, Bev Lepischak, Alan Li, Michael Lynch, Ann-Marie MacDonald, Jovette Marchessault, Tim McCaskell, Mary Meigs, Billy Merasty, Robin Metcalfe, Peter Millard, Bonte Minnema, Jearld Moldenhauer, Shani Mootoo, Alex Munter, Pat Murphy, Glen Murray, Nancy Nicol, Richard North, Keith Norton, Carmen Paquette, Carole Pope, Ken Popert, Kyle Rae, Rupert Raj, David Rayside, Neil Richards, Marie Robertson, Svend Robinson, Gerry Rogers, Mirha-Soleil Ross, Jane Rule, Craig Russell, Kyle Scanlon, Shyam Selvadurai, Makeda Silvera, Mary-Woo Sims, Tim Stevenson, Douglas Stewart, Barbara Thornborrow, Shelley Tremain, Susan Ursel, Chris Vogel, Delwin Vriend, Tom Warner, Douglas Wilson e Eve Zaremba.

## Periódicos
O ArQuives contém a maior coleção de periódicos LGBT em arquivos independentes do mundo, com mais de 9500 títulos individuais. O ArQuives também abriga uma coleção geral de periódicos não produzidos especificamente para a comunidade LGBT, mas que tratam do feminismo, das artes e da cultura alternativa, que incluem questões LGBT e uma indicação de mudanças de atitudes na grande mídia.

## Registros pessoais e organizacionais

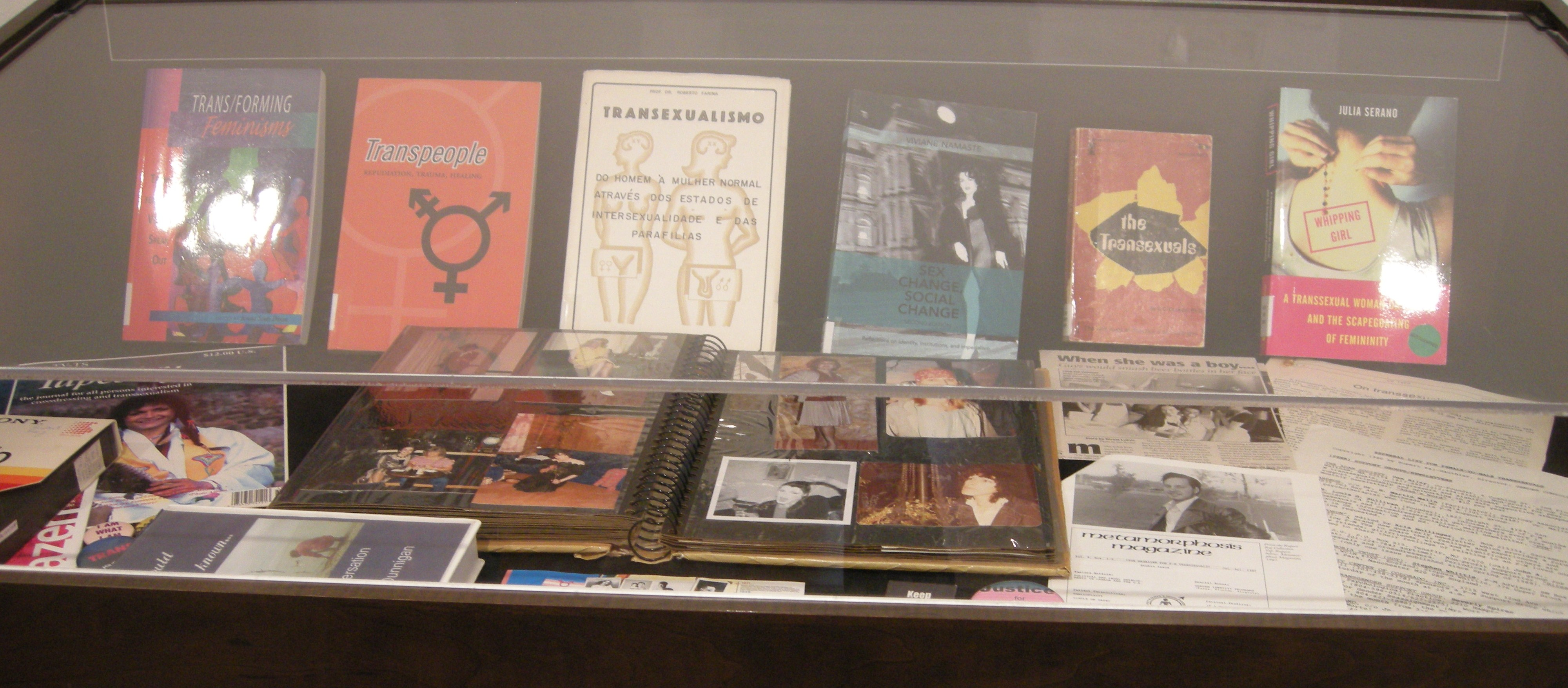
Exibição de material trans.

O Arquivo contém registros de organizações LGBTQ2+ canadenses, bem como registros pessoais de canadenses proeminentes ativos ou significativos para as comunidades lésbicas, gays, bissexuais, trans, queer e two-spirit. Isso inclui os seguintes fundos:
- AIDS Action Now![21]
- AIDS Committee of Ottawa[22]
- AIDS Committee of Toronto[23]
- AIDS Vancouver[24]
- Alliance for South Asian AIDS Prevention
- Anthony Mohamed
- Bernard Courte
- Billeh Nickerson[25]
- Cabbagetown Group Softball League[26]
- Campaign for Equal Families
- Canadian AIDS Society[27][28]
- Carroll Holland[29]
- Community One Foundation (Previously "Lesbian & Gay Community Appeal" or "The Appeal")[30]
- Charlie David[31]
- Community Homophile Association of Toronto
- Danny Cockerline
- David Pepper[32]
- Duane "Andy" Anderson[33]
- Egale Canada
- Gay and Lesbian Alliance at Stanford[34]
- Gay and Lesbian Organization of Bell Employees (GLOBE)[35]
- Gregory Pavelich[36]
- Harold Desmarais[37]
- Helen Lenskyj[38]
- John Alan Lee[39]
- Khush: South Asian Lesbian and Gay Association[40]
- Kyle Rae[41]
- Lesbian Outdoor Group[42]
- Mary Woo Sims[43]
- Mirha-Soleil Ross
- Nancy Nicol
- R. Douglas Elliott[44]
- Ron Rosenes[45]
- Rupert Raj[46]
- Shirley Shea[47]
- Supporting Our Youth
- Tim McCaskell[48]
- Tony Farebrother[49]
- University of Toronto Homophile Association
- Valerie Dugale[50]
- William Atkinson[51]

## Fotografias
Começando como arquivos de fotos para The Body Politic, o Arquivo cresceu em torno da coleção de fotografias e, embora muitos dos itens ainda não estejam catalogados devido ao grande número de entradas, o Arquivo abriga mais de 7.000 itens individuais em vários meios, incluindo impressões, negativos e reproduções em meio-tom.
Em termos de escopo, as fotografias retratam a comunidade LGBT em um sentido amplo: fotografias de manifestações, conferências, eventos sociais, performances e assédio policial, bem como a vida pessoal, doméstica e social da comunidade LGBT.

## Cartazes
Os cartazes no ArQuives são predominantemente canadenses, com alguns internacionais, representando filmes, teatro, concertos, festas, bares e arte de vanguarda, dentro da comunidade LGBT.

## Arquivos verticais

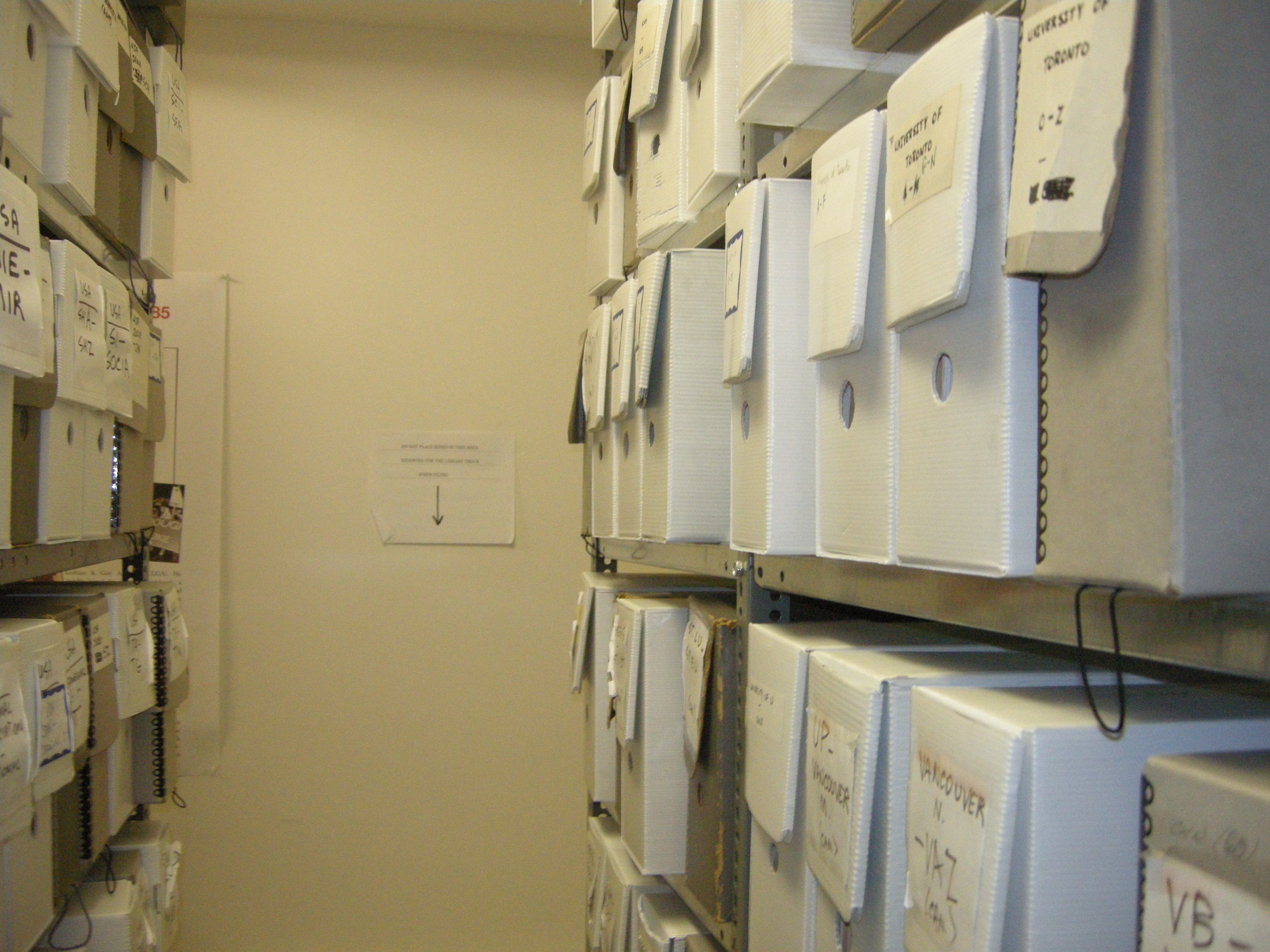
Arquivos Verticais no CLGA.

O ArQuives atualmente possui mais de 30.000 arquivos verticais sobre pessoas, grupos e eventos que afetam a comunidade LGBT. Ao contrário da maioria dos Arquivos, os arquivos verticais fornecem informações sobre um indivíduo ou organização, em vez de informações produzidas pelo indivíduo ou organização. Os arquivos verticais contêm aproximadamente cinquenta por cento de conteúdo canadense e cinquenta por cento de conteúdo internacional.

## Exposições
Para exibir trabalhos que homenageiam a comunidade LGBT e incentivam o diálogo, o Arquivo tem um programa de exposições. Uma amostra de exposições anteriores inclui:
- We Could Be Heroes (Just For One Day) – março a maio de 2016)
- Queering Space – junho a setembro de 2015)
- Marked: Tattoos & Queer Identity – Abril a Maio de 2015
- Code, Read: Hollywood's Hays Code and the Queer Stereotypes of the Silver Screen – Fevereiro a Março de 2015
- Butch: Not Like the Other Girls – novembro de 2014 a janeiro de 2015
- Rocking the Boat: Celebrating Queer Content in Canadian Concert Dance – novembro de 2013 a abril de 2014
- Colour Coded: queer abstraction meets fruity frosting – setembro a novembro de 2013
- Gay Premises: Radical Voices in the Archives, 1973–1983 e TAG TEAM: Gay Premises – junho a setembro de 2013
- Public Sins / Private Desires: Tracing Lesbian Lives in the Archives, 1950–1980 – junho a agosto de 2012
- CENSORED LIVES: Suppression, resistance and free speech – junho a setembro de 2010
- National Portrait Collection – Setembro de 2009 a Novembro de 2010

## Divulgação
As iniciativas de extensão do ArQuives incluem passeios e oportunidades de estudo para estudantes de graduação.